# Elezioni politiche a San Marino del 1988
Le elezioni politiche a San Marino del 1988 si tennero il 29 maggio per il rinnovo del Consiglio Grande e Generale.

## Sistema elettorale
Erano elettori tutti i cittadini sammarinesi che avessero compiuto i 18 anni.

## Risultati
| Partito Democratico Cristiano Sammarinese  | 9 001  | 44,13 | 27 |  |  |  |
| Partito Comunista Sammarinese              | 5 852  | 28,69 | 18 |  |  |  |
| Partito Socialista Unitario                | 2 781  | 13,64 | 8  |  |  |  |
| Partito Socialista Sammarinese             | 2 266  | 11,11 | 7  |  |  |  |
| Partito Socialista Democratico Sammarinese | 217    | 1,06  | –  |  |  |  |
| Intesa Democratica - Partito Repubblicano  | 279    | 1,37  | –  |  |  |  |
| Totale                                     | 20 396 | 100   | 60 |  |  |  |
|                                            |        |       |    |  |  |  |
| Voti non validi                            | 737    | 3,49  |    |  |  |  |
| Votanti                                    | 21 133 | 81,12 |    |  |  |  |
| Elettori                                   | 26 052 |       |    |  |  |  |

Viene confermata la maggioranza PDCS – PCS. Nel marzo 1992 si forma una nuova coalizione tra PDCS e PSS.